# 放送伦理、番组向上机构
放送伦理、番组向上机构（简称，简称“BPO”）是由日本放送协会（NHK）以及日本民间放送联盟（民放聯）共同设立的一家非盈利性机构。该机构成立于2003年，以“确保节目放送的正当性以及提高放送伦理道德”为目的，对日本的广播电视节目进行监督。

## 沿革
- 1965年1月，NHK、民放联以及日本放送联合会（放送联合）共同设立了“放送番组向上委员会”。
- 1969年3月24日，放送联合解散，放送番组向上委员会随之解散。之后NHK与民放联成立了“放送番组向上协议会”，并设立了新的“放送番组向上委员会”作为协议会的下属机构。
- 1997年，“放送与人权等权利相关委员会机构”（BRO）成立；6月9日，BRO的下属机构“放送与人权等权利相关委员会”（BRC）设立。
- 2000年，“放送与青少年相关委员会”成立，作为放送番组向上委员会的下属机构。
- 2002年3月，“放送番组向上委员会”解散；4月，放送番组向上协议会设立了“放送番组委员会”。
- 2003年7月24日，放送番组向上协议会与BRO合并，成立“放送伦理、番组向上机构”。
- 2007年5月12日，BPO下属的放送番组委员会改组为“放送伦理检证委员会”[2]。

## 概要
BPO成立于2003年7月1日，由日本NHK及民放联共同设立。根据BPO的规约，BPO“基于放送事业的公共性和社会影响的重大性、对言论自由的保护、对视听者基本人权的保护以及针对播放中出现的苦情以及伦理问题，以自主、独立的第三者立场，迅速、确切地对应，达到确保节目放送的正当性以及提高放送伦理道德的目的”。其职能类似于中国大陆的新闻出版广电总局、香港的通訊事務管理局、台湾的NCC与美国的FCC（BPO也因此被一些传媒称为日本的“广电总局”），但与上述三者不同的是，BPO为公私合营的非盈利性非政府组织，而广电总局、NCC与FCC皆为政府机构。其最高决策机构为理事会，由10名成员（包括理事长1名）组成。为保证独立性，理事会成员不得与日本通信事業的主管機關總務省有任何关联。
BPO下设放送伦理检证委员会、放送与人权等权利相关委员会、放送与青少年相关委员会等三个部门。其中放送伦理检证委员会负责审查播出节目是否有虚假内容，放送与人权等权利相关委员会负责审查播出的节目是否侵害他人人身权利，放送与青少年相关委员会负责审查与青少年相关的节目。BPO成员由大学教授、作家、评论家、记者、法官等各领域人士兼任。BPO对于人权、法与政治、对儿童与青少年的思虑、家庭与社会、教育教养的责任、报道的责任、宗教、暴力表现、性表现等等各方面，都有详细的放送准则。
虽然BPO并非政府机构，其对广电机构制定的规章制度也没有法律约束力，但BPO在日本传媒界仍然有着极大影响。如果某一节目可能涉嫌违规，公众可向BPO进行投诉。一旦有观众或当事人向BPO提出申诉，不管申诉理由是否成立，都会被新闻媒体大肆报道，其直接后果可能会是收视率或收听率下跌，播出机构也会由于广告收入下降蒙受经济损失。因此，为了避免因被投诉而遭受损失，日本的广电机构都会对播出的节目进行自我审查。